# Tian Liang
Tian Liang (chiń. 田靓; ur. 4 lutego 1986 w Liaoning) – chińska wioślarka.

## Osiągnięcia
- Mistrzostwa Świata – Eton 2006 – dwójka podwójna – 8. miejsce[1].
- Mistrzostwa Świata – Monachium 2007 – dwójka podwójna – 1. miejsce[1].
- Igrzyska Olimpijskie – Pekin 2008 – dwójka podwójna – 4. miejsce[1].